# ギヨーム・ジュヴネル・デジュルサンの肖像
『ギヨーム・ジュヴネル・デジュルサンの肖像』（ギヨーム・ジュヴネル・デジュルサンの肖像、仏: Portrait de Guillaume Jouvenel des Ursins、英: Portrait of Guillaume Jouvenel des Ursins）は、15世紀のフランスの画家ジャン・フーケが1460-1465年に樫板上に油彩で描いた肖像画である。描かれている人物ギヨーム・ジュヴネル・デジュルサンはシャルル7世の宰相であり、絵画はギヨームの自宅で描かれた。1835年に購入されて以来、パリのルーヴル美術館に所蔵されている。

## 作品
ギヨームはシャルル7世とルイ11世の治世に大法官を務めた人物で、15世紀半ばのフランスで1,2を争う権力者であった。この肖像画にもそのことが反映されている。画家フーケはシャルル7世の宮廷画家で、1445-1447年にかけてイタリアへ旅行し、イタリアのルネサンス美術を知った。
本作においては、黒い大理石のパネルとそれを挟んで並ぶ、金色の多くの彫刻で飾られた付柱から、画家がルネサンス様式を好んでいたことが明らかである。しかし、フーケはそれをパトロンであった宰相ギヨームの人物像に合わせて作り変えた。たとえば、柱頭で宰相の紋章を支えている子熊は、彼の名前ユルサン (フランス語で子熊を意味する) を示唆している。
本作の描写には、フーケが肖像画家として優れた技術を持っていたことが見て取れる。細部までありありと描かれたこの肖像画で、画家は宰相の外面のみならず彼の厳格で力強い性格まで捉えている。背景の金色の装飾とギヨームの赤い服の調和は、彼の権威を強調する。彼は伝統的な寄進者の像のように横顔で表現され、祈祷台の前で合掌しつつ、右を向いて跪いている。斜めに配置された彼の人物像には空間に対する配慮が見られ、平面的な中世の絵画からの離脱を宣言している。なお、ギヨームの視線の先には、かつて対をなす翼パネルがあり、聖人の姿、おそらく聖母マリアの姿が描かれていたと考えられる。